# Better Than Raw
Albums de Helloween
The Time of the Oath
(1996) The Dark Ride
(2000)
Singles
1. I Can
Sortie : 06 avril 1998
2. Hey Lord!
Sortie : 05 octobre 1998

Better Than Raw est le 8e album studio du groupe Helloween sorti en avril 1998. Better Than Raw fut enregistré dans le studio personnel du chanteur personnel d'Andi Deris à Tenerife en Espagne. La couverture de l'album fut inspirée de la bande dessinée belge Les Schtroumpfs: Gargamel changé par la sorcière et les schtroumpfs par les citrouilles.

## Charts
L'album se classa à la 19e position dans les charts allemands le 27 avril 1998 et y resta classé durant 6 semaines. L'album se positionna à la 36e place le 10 mai 1998 en Autriche, 7e en Finlande, 35e le 17 avril 1998 dans les charts suédois et à la 42e place en Suisse.
| Allemagne : Media Control Charts | 19e |
| Autriche : Ö3 Austria Top 40     | 36e |
| Finlande : Finnish charts        | 7e  |
| Suède : Sverigetopplistan        | 35e |
| Suisse : Swiss Music Charts      | 42e |

## Composition du groupe
- Andi Deris — chants
- Michael Weikath — guitare
- Roland Grapow — guitare
- Markus Grosskopf — basse
- Uli Kusch — batterie

## Liste des titres
| No  | Titre                                                | Paroles                                | Musique                      | Durée |
| --- | ---------------------------------------------------- | -------------------------------------- | ---------------------------- | ----- |
| 1.  | Deliberately Limited Preliminary Prelude Period in Z | (instrumental)                         | Uli Kusch                    | 1:44  |
| 2.  | Push                                                 | Andi Deris, Michael Weikath, Uli Kusch | Uli Kusch                    | 4:44  |
| 3.  | Falling Higher                                       | Andi Deris, Michael Weikath            | Michael Weikath              | 4:45  |
| 4.  | Hey Lord!                                            | Andi Deris                             | Andi Deris                   | 4:05  |
| 5.  | Don't Spit on My Mind                                | Andi Deris                             | Andi Deris, Markus Grosskopf | 4:23  |
| 6.  | Revelation                                           | Andi Deris                             | Uli Kusch                    | 8:21  |
| 7.  | Time                                                 | Andi Deris                             | Andi Deris                   | 5:41  |
| 8.  | I Can                                                | Michael Weikath                        | Andi Deris, Michael Weikath  | 4:38  |
| 9.  | A Handful of Pain                                    | Andi Deris                             | Uli Kusch                    | 4:48  |
| 10. | Laudate Dominum                                      | Michael Weikath                        | Michael Weikath              | 5:09  |
| 11. | Midnight Sun                                         | Michael Weikath                        | Michael Weikath              | 6:18  |